# تنگه شیمونوسکی

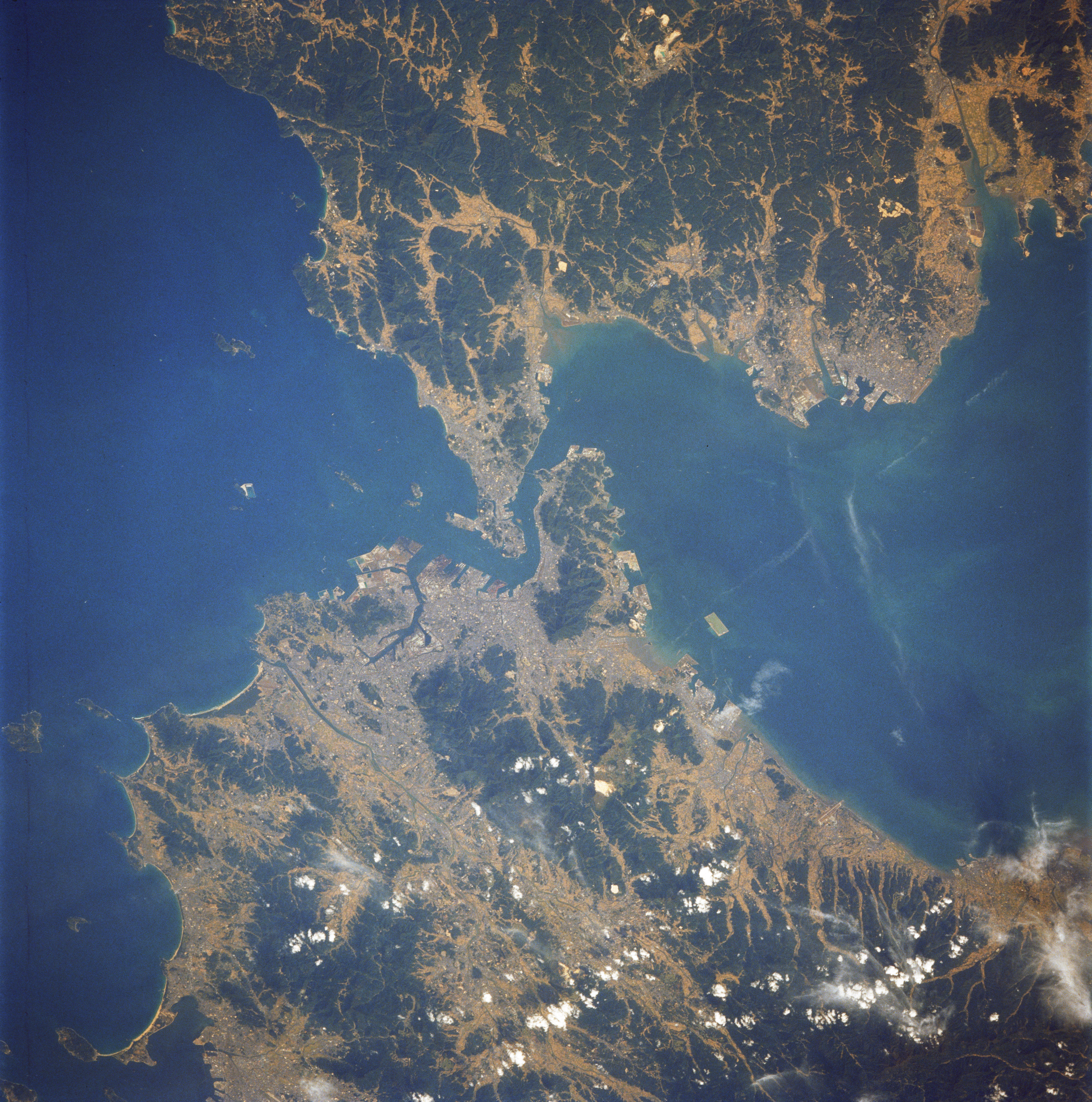
تنگه کانمون

تنگه کانمون (به ژاپنی: 関門海峡 Kanmon-kaikyō) یا تنگه شیمونوسکی یک تنگه است که از هونشو، شهر شیمونوسکی، یاماگوچی تا کیوشو، شهر کیتاکیوشو، فوکوئوکا ادامه دارد.